# Ballinskelligs Bay
Ballinskelligs Bay (iriska: Baile an Sceilg) är en vik i republiken Irland.   Den ligger i grevskapet Ciarraí och provinsen Munster, i den sydvästra delen av landet, 300 km sydväst om huvudstaden Dublin.